# 45. Garde-Spezialaufklärungsbrigade

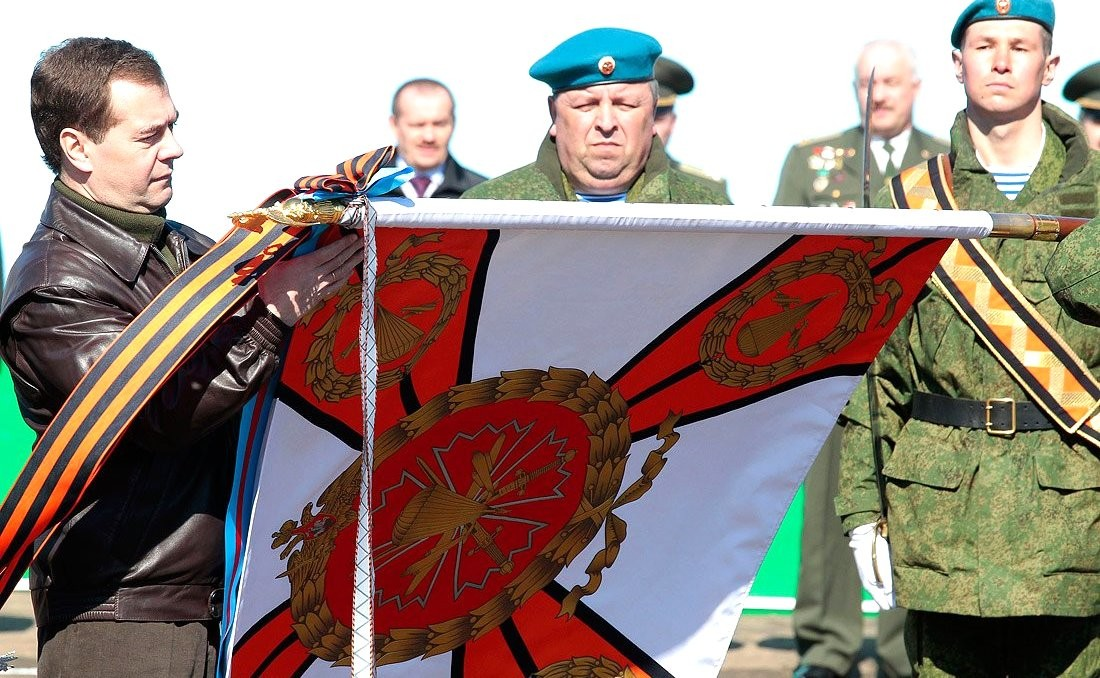
Präsident Medwedew bei der Verleihung des Kutusow-Ordens an den Verband (2011)

Die 45. Garde-Spezialaufklärungsbrigade (russisch 45-я отдельная гвардейская орденов Кутузова и Александра Невского бригада специального назначения) ist ein Großverband der russischen Luftlandetruppen.
Der Verband wurde 1994 aus dem selbständigen 901. und dem selbständigen 218. Speznas-Bataillon als Regiment gebildet. Nach der völkerrechtswidrigen Annexion der Krim durch Russland wurde das Regiment per Jahreswechsel 2014/15 zur Brigade aufgewertet.
Die Einheit soll Informationen über den Feind sammeln und wird nach Aussage ihrer Offiziere für besondere kinetische Operationen gegen strategisch wichtige Ziele wie Hauptquartiere oder politische und militärische Führungskräfte hinter den feindlichen Linien eingesetzt.